# Sławków
Sławków is een stad in het Poolse woiwodschap Silezië, gelegen in de Powiat Będziński. De oppervlakte bedraagt 36,6 km², het inwonertal 6816 (2005).

## Verkeer en vervoer
- Station Sławków